# Bataille de Hitotoribashi
La bataille de Hitotoribashi est livrée au cours de l'époque Azuchi Momoyama (fin du XVIe siècle) de l'histoire du Japon.
Après que Date Terumune, le père de Date Masamune, a été tué par Nihonmatsu Yoshitsugu, Masamune cherche à se venger. Une fois qu'il a succédé à son père à la tête du clan Date, Masamune tient sa revanche lorsqu'il lance une attaque contre Yoshitsugu à Hitotoribashi en octobre 1585. Malgré un grand déséquilibre entre les forces (Date: 7000; Hatakeyama: 30000), Masamune, par ses capacités supérieures dans l'art de la stratégie, émerge comme le vainqueur de cette bataille en tuant Yoshitsugu et assouvit efficacement sa soif de vengeance.

## Source de la traduction
- (en) Cet article est partiellement ou en totalité issu de l’article de Wikipédia en anglais intitulé « Battle of Hitotoribashi » (voir la liste des auteurs).